# Nyssodrysternum conspicillare
Nyssodrysternum conspicillare är en skalbaggsart som först beskrevs av Wilhelm Ferdinand Erichson 1847.  Nyssodrysternum conspicillare ingår i släktet Nyssodrysternum och familjen långhorningar. Inga underarter finns listade i Catalogue of Life.